# Øivind Berg
Øivind Berg (Skarnes, 23 marzo 1976) è un ex calciatore norvegese, di ruolo difensore.

## Carriera

### Club
Berg cominciò la carriera con la maglia del Sander, per poi passare al Kongsvinger. Debuttò nella Tippeligaen il 5 giugno 1996, quando sostituì Stein Arne Ingelstad nel successo per 3-1 sul Viking.
Nel campionato 1998 ebbe più spazio a disposizione, giocando 13 incontri. Giocò poi nel Fredrikstad, nel 1999. Nel 2000 passò allo HamKam, per cui esordì il 7 maggio, quando fu titolare nel pareggio per 1-1 contro lo Hønefoss.
Nel 2002 tornò al Sander, dove rimase fino al 2006.